# 梅津泰臣
梅津泰臣（日语：うめつ やすおみ，1960年12月19日—）日本的原畫師、人物設計師、動畫導演。福島縣郡山市出身。自畫像是一隻圍圍巾的兔子。

## 經歷
千代田工科藝術専門學校畢業。曾經任職於Madhouse，離開之後與ARMS簽訂專屬契約。畫風細緻，善於處理動作場面；後來亦被招請處理不少片頭曲和片尾曲動畫，因著高度配合音樂和充分展現角色特性的原地舞蹈場面而聞名。宣稱自己是電影導演羅布·科恩（Rob Cohen）與昆汀·塔倫提諾（Quentin Tarantino）的愛好者。目前在ARMS以製作OVA動畫與動畫電影為主。
1987年以多段式OVA作品《機器人嘉年華會》的其中一個單元成為執導處女作，2004年的《密探任務MEZZO》則是初次執導的電視動畫。

## 主要作品

### 電視動畫
- 無限軌道SSX（原畫）
- 銀河戰士（GALACTIC PATROL レンズマン）（客串角色設定、作畫監督、原畫）
- 變男變女變變變（作畫監督、過場作畫）
- 機動戰士Z GUNDAM（前後期OP・ED作畫）
- 變異體少女（原畫）
- 聖魔之血（第8話作畫監督）
- 最遊記（八戒的文字）
- BECK（原畫）
- BLEACH（原畫）
- 魔女的考驗（原畫）
- 歡迎加入NHK!（OP原畫）
- 密探任務MEZZO（原作、角色設定、編劇、作畫監督、監督）
- 女子高生（ED動畫分鏡、演出、作畫監督、原畫）
- 忍者少女2（原畫）
- 一騎當千 Dragon Destiny（原畫）
- 魔法使的條件（OP動畫師）
- 非常辣妹（原畫）
- 神薙（原畫）
- 再造人卡辛（原畫）
- 女王之刃 流浪戰士（原畫）
- 戰場女武神（第二期動畫分鏡、演出、作畫監督）
- 東京地震8.0（原畫）
- 信蜂（OP原畫）信蜂 REVERSE（ED動畫分鏡、演出、作畫監督、原畫）
- 空·之·音（原畫）
- WORKING!!迷糊餐廳（原畫及第二期ED動畫原畫）
- 王牌投手 振臂高揮〜夏季大會篇〜（OP第二原畫）
- 女僕咖啡廳 (漫畫)（OP動畫分鏡、演出、作畫監督）
- 惡魔奶爸（OP1原畫、ED2分鏡、演出、作畫監督）
- 碎之星（原畫）
- 魔法少女小圓（原畫）
- 青之驅魔師（原畫）
- BLOOD-C（OP動畫分鏡、演出、原畫）
- 偶像大師 (動畫)（原畫）
- 未來都市NO.6（原畫）
- 無賴勇者的鬼畜美學（OP動畫原畫）
- CØDE:BREAKER 法外制裁者（OP動畫原畫）
- 絕園的暴風雨（ED動畫原畫）
- 魔王勇者（OP動畫原畫）
- 伽利略女神（原案、監督）
- WIZARD BARRISTERS～弁魔士賽希爾（原案、監督、人物設計、系列構成、分鏡、演出）
- SHIROBAKO（OP動畫原畫）
- 幸腹塗鴉（OP動畫監督、演出、原畫）
- ISUCA依絲卡（ED動畫分鏡、演出、原畫）
- Dimension W（OP動畫分鏡、演出、原畫）
- 刀劍亂舞－花丸－（OP動畫監督、分鏡、作畫監督、演出、原畫）
- élDLIVE宇宙警探（ED分鏡、演出、作畫監督、原畫）
- 續 刀劍亂舞－花丸－（OP動畫协调）
- 刻刻（人物原案、ED動畫分鏡、演出、原畫）
- sin 七大罪（總集篇MV分鏡、演出、作畫監督）
- 美少年偵探團（OP動畫分鏡、演出、監督）

### 動畫電影
- 幻魔大戦（原畫）
- 透鏡人（SF新世紀レンズマン；原畫）
- 阿基拉（原畫）
- 神劍（カムイの剣；原畫）
- 時空旅人（原畫）
- 魯邦三世 DEAD OR ALIVE（原畫）
- 螢火蟲之墓（原畫）
- 綿の国星（原畫）
- 機動戰士GUNDAM 逆襲的夏亞（原畫）
- 赤腳阿元（原畫）
- 轟天高校生（原畫）

### OVA
- 無限地帶23（原畫、分鏡）
- 無限地帶23/PartII 秘密く・だ・さ・い（角色設定、總作畫監督、原畫）
- LILY-C.A.T（角色設定）
- JUNK BOY（片尾作畫）
- 惡魔人 妖鳥死麗濡篇（原畫）
- アウトランダーズ（原畫）
- エンゼルコップ（第1話作畫監督、原畫）
- ドッグ・ソルジャー（原畫）
- 英雄凱伝モザイカ（原畫）
- 宇宙戰艦山本洋子（原畫）
- 夢枕獏 とわいらいと劇場 「夢蜉蝣」（角色設定、總作畫監督、原畫）
- 幻想叙譚エルシア（角色設定、作畫監督、原畫）
- 再造人卡辛1993年OVA版（角色設定、總作畫監督、第1話・第2話・第4話作畫監督、原畫）
- 天使なんかじゃない（角色設定）
- 科學小飛俠OVA版（角色設定、作畫監督）
- 新破裏拳ポリマー（角色設定、作畫監督）
- HEN（角色設定）
- KI・ME・RA（角色設定、作畫監督）
- ～あのひとからのおくりもの～ 郷里之畏友編（角色設定）
- 機器人嘉年華會 プレゼンス（導演、劇本、角色設定、作畫監督）
- I"s Pure（原畫）
- KITE LIBERATOR（導演、劇本、分鏡、角色設定）

### 18禁OVA
- ANGEL（日语：ANGEL (漫画)）（原畫）
- 真・超神傳說 魔胎傳（原畫）
- Cool Devices 07：YELLOW STAR（日语：クール・ディバイシスシリーズ）（原作、角色設定、劇本）
- A KITE（原作、角色設定、劇本、導演）
- MEZZO FORTE（原作、角色設定、劇本、作畫監督、導演）

### 遊戲
- 魂斗羅 鐵血兵團（角色）
- 惡魔城默示錄（角色設定）
- JULY（角色設定）
- 真女神转生NINE（角色設定）

### 其他
- 装甲巨神Z-NIGHT 玩具宣傳動畫（角色設定、作畫監督、原畫）
- 音屋吉右衛門『UNDERCOVER 〜タツノコソングス〜』（封面）
- 小説『キャシャーン』（封面、挿絵）
- 小説『科学忍者隊ガッチャマン』（封面、挿絵）
- ドラマCD『ぱる高演劇部』（封面）
- 画集『りんしん visual art works 凛』（特邀插画）[2]

## 連載
- イラストコラム「AM PARADISE」《Animage》（不定期連載）
- 《KITE LIBERATOR》（原作、作畫：小宮利公，《Comic Valkyrie》Vol.8 - 13。）
單行本全1巻。 ISBN 978-4860326418 2008年9月30日初版發行。

## 畫集
- 梅津泰臣 ARTWORKS クジューク 
ISBN 978-4845820283 1999年12月初版發行。
- 梅津泰臣 visual art works BORDERLESS
ISBN 978-4775307571 2009年10月14日初版發行。

## 腳註
1. ↑  「アニメ人間インタビュー 梅津泰臣」『ジ・アニメ』1986年2月号、近代映画社。
2. ↑  . www.field-y.co.jp.   [2025-04-11]. （原始内容存档于2020-11-27）.

## 外部連結
- （日語） 個人網站
- （日語） 梅座流星群 （页面存档备份，存于）